# Stadtarchiv Pforzheim
Das Stadtarchiv Pforzheim ist das Archiv der kreisfreien Stadt Pforzheim und heißt mit vollem Namen Stadtarchiv Pforzheim – Institut für Stadtgeschichte. Seit 2000 befindet sich das Stadtarchiv in der Pforzheimer Nordstadt, nur wenige Gehminuten vom Hauptbahnhof entfernt.

## Bestände
Das Stadtarchiv archiviert auf der Grundlage des Landesarchivgesetzes Baden-Württemberg und der Archivordnung der Stadt Pforzheim Unterlagen verschiedener Provenienz, unter anderem von städtischen Dienststellen, Vereinen, Unternehmen und Bürgern. Ergänzend dazu führt das Stadtarchiv diverse Sammlungen, beispielsweise eine umfangreiche Fotosammlung.

## Publikationen
Das Stadtarchiv bringt verschiedene Reihen zur Pforzheimer Stadtgeschichte und zur allgemeinen Geschichte heraus:
- Materialien zur Stadtgeschichte
- Pforzheimer Geschichtsblätter
- Neue Beiträge zur Pforzheimer Stadtgeschichte
- Pforzheimer Gespräche zur Sozial-, Wirtschafts- und Stadtgeschichte
- Pforzheimer Hefte
- Quellen und Studien zur Geschichte der Stadt
- Sonderveröffentlichungen des Stadtarchivs Pforzheim

## Geschichte
Im Zweiten Weltkrieg wurden die Bestände durch einen Fliegerangriff weitgehend vernichtet. Nach 1945 war das Stadtarchiv im Reuchlinhaus und in der Nordstadtschule untergebracht, seit 2000 in ehemaligen Wohn- und Geschäftsgebäuden an der Kronprinzenstraße.

## Förderverein
Das Stadtarchiv Pforzheim wird unterstützt durch den Förderverein für das Stadtarchiv Pforzheim e.V.